# Bệnh viện Sản Nhi Quảng Ninh
Bệnh viện Sản Nhi Quảng Ninh là một bệnh viện nằm trên quốc lộ 18A, phường Đại Yên, thành phố Hạ Long, tỉnh Quảng Ninh. Bệnh viện được thành lập theo Quyết định 1978/QĐ-UBND ngày 19/6/2008. Đây là bệnh viện chuyên khoa, tuyến chuyên môn cao nhất về khám chữa bệnh trong lĩnh vực sản phụ khoa và nhi khoa của tỉnh. Được xây dựng trên diện tích 31.500 m2 với tổng mức đầu tư ban đầu hơn 538 tỷ đồng và được đầu tư thêm nhiều trang thiết bị. Bệnh viện có hệ thống cơ sở hạ tầng đồng bộ, các khoa phòng được thiết kế hiện đại, tiện nghi và chuyên nghiệp, với nhiều trang thiết bị tiên tiến.
Bệnh viện này chính thức đi vào hoạt động từ tháng 7 năm 2014.

## Các phòng ban
- Phòng Tổ chức - Hành chính;
- Phòng Kế hoạch tổng hợp;
- Phòng Tài chính kế toán;
- Phòng Điều dưỡng;
- Phòng Quản lý chất lượng - Chăm sóc khách hàng;
- Phòng Vật tư -Thiết bị y tế;
- Khoa Khám bệnh;
- Phòng khám số 2;
- Khoa Hồi sức tích cực;
- Khoa Gây mê hồi tỉnh;
- Khoa Sản đẻ;
- Khoa Sản theo yêu cầu;
- Khoa Sản bệnh
- Khoa Phụ
- Khoa Hỗ trợ sinh sản
- Khoa Nội; 
  - Đơn nguyên Tâm bệnh - phục hồi chức năng
- Khoa Hô hấp -Tim mạch -Tiêu hoá -Thần kinh;
- Khoa Sơ sinh
- Khoa Ngoại - Chuyên khoa;
- Khoa Các bệnh Nhiệt đới;
- Khoa Kiểm soát nhiễm khuẩn;
- Khoa Chẩn đoán hình ảnh - Thăm dò Chức năng;
- Khoa Huyết học -Vi sinh -Sinh học phân tử;
- Khoa Sinh hoá;
- Khoa Dược;
- Khoa Dinh dưỡng, tiết chế.

## Những thành tựu
1. Thực hiện thụ tinh trong ống nghiệm và xét nghiệm di truyền từ năm 2017.[5]
2. Chọc ối và xét nghiệm chẩn đoán trước sinh không xâm lấn trong chẩn đoán trước sinh từ 2016.
3. Thực hiện kỹ thuật can thiệp tim mạch từ năm 2018
4. Thực hiện rất nhiều hạng mục kỹ thuật về mổ nội soi sản phụ khoa, nhi khoa từ 2014.
5. Là đơn vị đạt điểm cao nhất trong khảo sát đánh giá sự hài lòng người bệnh tại Quảng Ninh từ 2015.[6][7][8][9]

## Trang thiết bị kỹ thuật cao của bệnh viện
- Hệ thống phòng Lab Hỗ trợ sinh sản
- Hệ thống phòng mổ tim chuyên dụng
- Máy CT- Scanner.
- Máy chụp mạch xoá nền 2 bình diện.
- Hệ thống tim phổi nhân tạo.
- Hệ thống ECMO.
- Máy X Quang Kỹ thuật số (DR, Mamo, C-Arm, răng....).
- Máy siêu âm (4D, Chuyên tim, Chuyên Sản...).
- Máy cộng hưởng từ.
- Dao mổ siêu âm.
- Máy gây mê kèm thở.
- Máy tạo nhịp tim.
- Máy thở (Airvo, Newport, Draeger, GE...).
- Hệ thống mổ nội soi (4K, 3D)
- Hệ thống nội soi tai mũi họng.
- Hệ thống nội soi (Đại tràng dạ dày, Khí phế quản).
- Hệ thống sinh học phân tử - PCR.
- Hệ thống máy xét nghiệm Sinh hóa - Miễn Dịch đồng bộ của Roche (C 6000, C 501, C401, E411....).
- Hệ thộng xét nghiệm vi sinh theo tiêu chuẩn châu Âu.
- Hệ thống huyết học - đông máu.
- Hệ thống hấp sấy nhiệt độ cao, hệ thống hấp nhiệt độ thấp, máy rửa dụng cụ 2 cửa...
- Hệ thống điện não đồ, điện tim...